# Цыпышево
Цыпышево — деревня в Комсомольском районе Ивановской области России. Входит в состав Писцовского сельского поселения.

## География
Деревня находится в западной части Ивановской области, в зоне хвойно-широколиственных лесов, в пределах Ростовско-Плёсской моренной гряды, на расстоянии примерно 20 км (по прямой) к северо-востоку от города Комсомольск, административного центра района. Абсолютная высота — 151 м над уровнем моря.

### Климат
Климат характеризуется как умеренно континентальный, с продолжительной умеренно холодной многоснежной зимой и относительно тёплым летом. Среднегодовая температура воздуха — 3,2 °C. Средняя температура воздуха самого холодного месяца (января) — −11,6 °C (абсолютный минимум — −46 °C); самого тёплого месяца (июля) — 18,3 °C (абсолютный максимум — 35 °C). Безморозный период длится около 126 дней. Годовое количество атмосферных осадков составляет 610 мм, из которых большая часть выпадает в тёплый период. Снежный покров держится в течение 150—160 дней.

### Часовой пояс
Деревня Цыпышево, как и вся Ивановская область, находится в часовой зоне МСК (московское время). Смещение применяемого времени относительно UTC составляет +3:00.

## Население
| 2010 |
| ---- |
| 12   |

### Национальный состав
Согласно результатам переписи 2002 года, в национальной структуре населения русские составляли 92 % из 13 чел.